# Mercenaries 2: World in Flames
Mercenaries 2: World in Flames hay thường được gọi tắt thành Mercs 2 là một trò chơi điện tử thể loại bắn súng góc nhìn thứ ba được phát triển bởi Pandemic Studios và phát hành bởi Electronic Arts. Trò chơi lấy một bối cảnh giả tưởng tại Venezuela nơi đang trở thành một bãi chiến trường vì nội chiến và sự nhảy vào tham chiến giữa các thế lực lớn trên thế giới để tranh giành nguồn dầu hỏa dồi dào tại đây. Bối cảnh loạn lạc đó là một cơ hội lớn cho các lính đánh thuê trên khắp thế giới đến để tìm kiếm công việc trong đó có nhân vật chính.
Người chơi có thể chọn trong ba lính đánh thuê để tham gia vào chiến trường rộng lớn tại Venezuela, sau khi bị phản bội nhân vật chính vẫn ở lại Venezuela để thực hiện việc báo thù cũng như kiếm thêm thu nhập. Người chơi có thể nhận nhiều nhiệm vụ khác nhau mặc dù hầu hết đều là phá hủy các công trình, tiêu diệt hay bắt sống đối tượng nhưng người chơi có thể chọn cách tác chiến khác nhau nếu như người chơi có dư dả tiền thì có thể gọi thêm những sự hỗ trợ tác chiến khác của các lính đánh thuê khác như nã pháo hay kêu máy bay ném bom vào mục tiêu hoặc kêu mang đến những khí tài quân sự như xe tăng hay trực thăng để càn quét gây sự đổ nát trong một chiến trường mở rộng lớn.
Sau khi Pandemic Studios bị đóng cửa thì EA đã tuyên bố vào ngày 24 tháng 11 năm 2009 là đã tuyển mộ các thành viên cũ của Pandemic đến làm việc tại EA Los Angeles để thực hiện một phiên bản trực tuyến của dòng trò chơi Mercenaries được biết với tên hiện tại là Mercs Inc.

## Đón nhận
Mercenaries 2 đã nhận được nhiều đánh giá trái ngược nhau từ khi phát hành. Các phiên bản cho hệ Xbox 360, PlayStation 3 và Window nhận được đánh giá trung bình là 72% tại Game Rankings và cũng 72% tại Metacritic.
Mặc dù được khen ngợi nhiều về các cảnh cháy, nổ, phá hủy và đổ sụp rất hoành tráng và ấn tượng thì nhiều đánh giá khác lại nói là trò chơi mang lại một cảm giác "khó chịu dai dẳng" trong suốt thời gian chơi vì thỉnh thoảng gây cảm giác đây là tác phẩm phát hành một cách vội vàng khi chưa hoàn chỉnh. Một trong những vấn đề chính là trí thông minh nhân tạo không được thông minh lắm của các nhân vật dù là bạn hay thù trong trò chơi và còn bị làm trầm trọng thêm với việc lồng tiếng nghe chán phèo với những câu lập đi lập lại. Một số nhận xét thì thấy cách chơi có vấn đề như các cuộc không kích và bắn pháo chỉ có tác dụng một cách giới hạn, cận chiến tay đôi quá mạnh và các phe trong trò chơi hành động quá đơn giản. Đối với chế độ hợp tác thì nhận được đánh giá là rất thú vị trong cách chơi như một người lái xe còn một người làm pháo thủ, nhưng cũng có các điểm hạn chế như việc hai người phải luôn ở gần nhau.
Phiên bản cho hệ PlayStation 2 là phiên bản nhận phàn nàn nhiều nhất do để đáp ứng với cấu hình của hệ máy này trò chơi đã phải giảm chất lượng đồ họa xuống đến mức bị cho là tệ hại. Game Rankings đã đánh giá phiên bản này là 49%.
Trò chơi đã được đề cử và nhận giải "Trò chơi tệ nhất mà mọi người từng chơi" tại GameSpot năm 2008 vì bị nhận chìm dưới một núi các ý kiến phàn nàn và chỉ trích.

### Chỉ trích
Trò chơi bị nhận nhiều phàn nàn vì vô số lỗi khi phát hành và chỉ có thể trở nên ổn định hơn sau khi đã có các bản vá và nâng cấp sau đó.
Chính phủ Venezuela đã chỉ trích trò chơi và cáo buộc chính phủ Hoa Kỳ đang cố gắng để tuyên truyền chuẩn bị tâm lý cho dân chúng cho một cuộc xâm lược trong thực tế với mục đích lật đổ tổng thống Hugo Chávez. Cũng như Pandemic Studios cũng từng nhận tiền từ quân đội Hoa Kỳ để phát triển một trò chơi dùng để huấn luyện cho binh lính trước đó. Nhưng Pandemic Studios đã phủ nhận việc phát triển trò Mercenaries 2 có dính dáng chính phủ Hoa Kỳ.